# Live/Dead
Albums de Grateful Dead
Aoxomoxoa
(1969) Workingman's Dead
(1970)
Live/Dead est le premier album de concert sorti par Grateful Dead. Il s'agit d'une compilation de concerts enregistrés à San Francisco entre les 26 janvier et 2 mars 1969. Il est sorti le 10 novembre 1969. Il marque la fin de la collaboration du claviériste Tom Constanten avec le groupe.
En 2003, l'album était classé à la 244e place des 500 plus grands albums de tous les temps du magazine Rolling Stone, puis en 247e position du classement suivant en 2012. Il est également cité dans l'ouvrage de référence de Robert Dimery Les 1001 albums qu'il faut avoir écoutés dans sa vie.

## Histoire
Les chansons ont été enregistrées avec un 16 pistes. 
Live/Dead est un double album de versions longues et improvisées, dont une interprétation personnelle du blues Death dont’ have no mercy.
Mais c’est Dark Star, morceau de 23 minutes menée par le jeu de guitare de Jerry Garcia qui marque l'album. Il occupe une face entière de Live/Dead. Cet album, basé sur des prestations exceptionnelles, constitue l'un des manifestes du Rock West Coast, et marque la carrière du groupe.

## Les chansons
| 1. | Dark Star (concert au Fillmore West de San Francisco le 27 février 1969) |  |

| 1. | St. Stephen (en) (concert au Fillmore West de San Francisco le 27 février 1969) | Hunter, Garcia, Lesh | 6:31 |
| 2. | The Eleven (concert au Avalon Ballroom de San Francisco le 26 janvier 1969)     | Hunter, Lesh         | 9:18 |

| 1. | Turn On Your Love Light (en) (concert au Avalon Ballroom de San Francisco le 26 janvier 1969) | Scott, Malone | 15:05 |

| 1. | Death Don't Have No Mercy (concert au Fillmore West de San Francisco le 2 mars 1969)            | Davis                   | 10:28 |
| 2. | Feedback (concert au Fillmore West de San Francisco 2 mars 1969)                                | McGannahan Skjellyfetti | 7:49  |
| 3. | And We Bid You Goodnight (concert au Fillmore West de San Francisco 2 mars 1969), traditionnel) |                         | 0:37  |

| 1. | Dark Star                 |  |
| 2. | St. Stephen               |  |
| 3. | The Eleven                |  |
| 4. | Turn On Your Lovelight    |  |
| 5. | Death Don't Have No Mercy |  |
| 6. | Feedback                  |  |
| 7. | And We Bid You Goodnight  |  |
| 8. | Dark Star                 |  |
| 9. | Live/Dead Radio promo     |  |

## Les musiciens
- Jerry Garcia - guitare, chant
- Bob Weir - guitare, chant
- Tom Constanten - orgue
- Ron "Pigpen" McKernan - chant, congas, orgue sur Death Don't Have No Mercy
- Phil Lesh - basse, chant
- Bill Kreutzmann - batterie
- Mickey Hart - batterie